# Naomi Mataʻafa

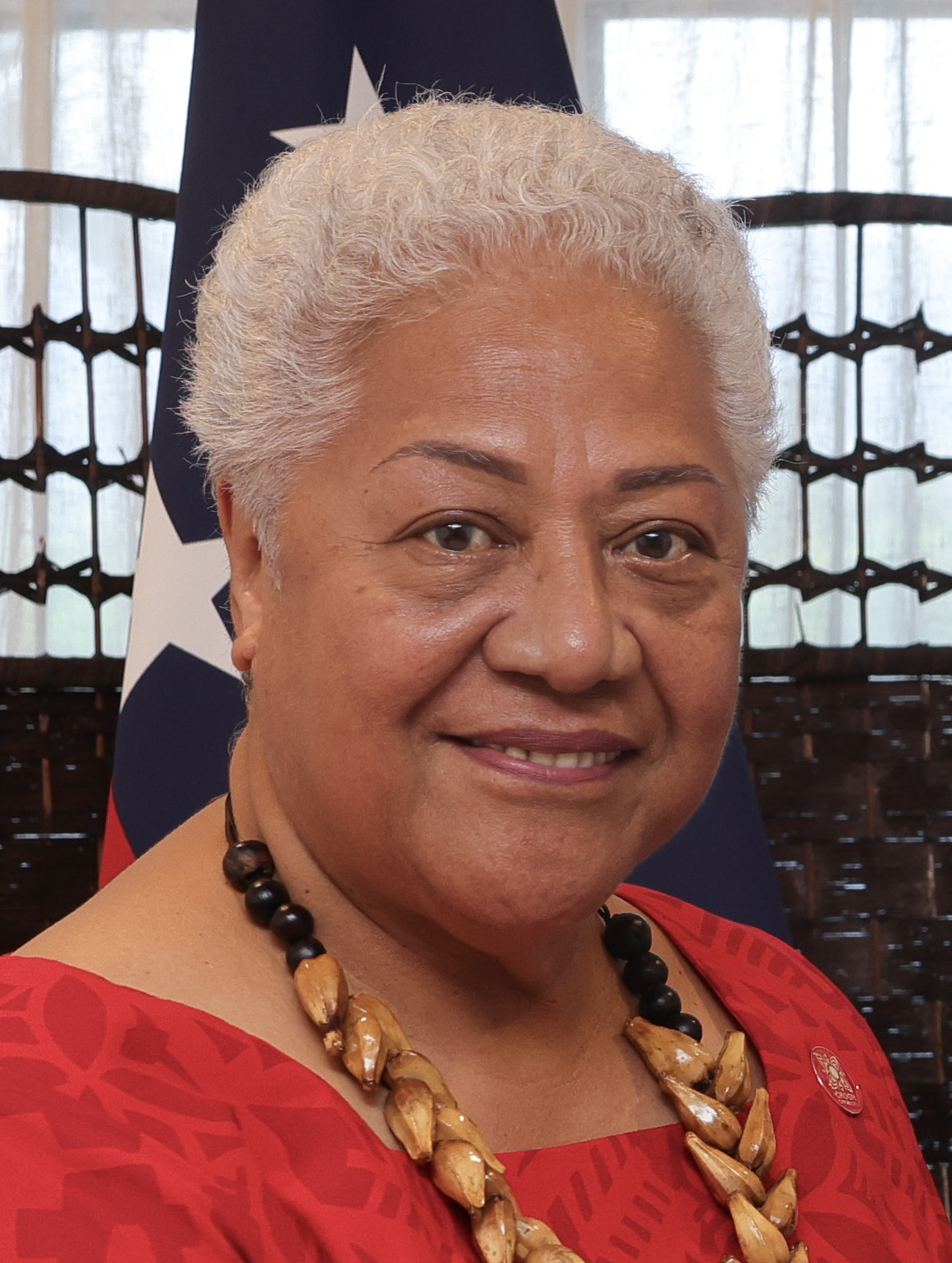
Fiamē Naomi Mataʻafa (2024)

Afioga Fiamē Naomi Mataʻafa (anhörenⓘ,* 29. April 1957 in Apia, Western Samoa Trust Territory) ist eine samoanische Politikerin und High Chiefess (matai), die als Vorsitzende der Partei Faʻatuatua i le Atua Samoa ua Tasi (FAST) fungiert. Zuvor gehörte sie der Human Rights Protection Party an. Sie war Samoas erste Kabinettsministerin und von 2016 bis 2020 die erste stellvertretende Premierministerin Samoas. Sie ist die Tochter von Mataʻafa Mulinuʻu II., dem ehemaligen Premierminister von Samoa.
Am 24. Mai 2021 ließ sich Mataʻafa nach den Parlamentswahlen im April 2021 als Premierministerin von Samoa vereidigen, während der Amtsinhaber, Tuilaepa Aiono Sailele Malielegaoi, sich weiterhin weigert, die Legitimität der neuen Regierung anzuerkennen. Zudem ist sie seit dem 21. Oktober 2024 Vorsitzende des Commonwealth of Nations.

## Leben
Mataʻafa wurde an der Samuel Marsden Collegiate School und an der Victoria University of Wellington in Neuseeland ausgebildet. Bei den Wahlen 1985 wurde sie erstmals in die samoanische Legislativversammlung gewählt, als Vertreterin des Wahlkreises Lotofaga, den zuvor ihre Mutter innehatte. Seitdem wurde sie bei jeder Wahl wiedergewählt und ist eines der dienstältesten Mitglieder des Parlaments. Am 15. Mai 1991 wurde sie zur Bildungsministerin ernannt und war damit Samoas erste Kabinettsministerin. Dieses Amt hatte sie bis 2006 inne, als sie zur Ministerin für Frauen, Gesellschaft und soziale Entwicklung ernannt wurde. Von 2011 bis 2016 diente sie als Justizministerin.
Im März 2016 wurde Mataʻafa zur stellvertretenden Parteivorsitzenden der Human Rights Protection Party gewählt, wobei sie sich in einer Fraktionsabstimmung gegen Faumuina Tiatia Liuga durchsetzte. Am 19. März 2016 wurde sie als erste weibliche stellvertretende Premierministerin Samoas vereidigt. Sie wurde außerdem zur Ministerin für natürliche Ressourcen und Umwelt ernannt.
Am 10. September 2020 wurde Mataʻafa von Premierminister Sailele Tuilaʻepa Malielegaoi öffentlich zurechtgewiesen, nachdem sie angekündigt hatte, dass sie den Wünschen ihres Wahlkreises folgen und gegen das umstrittene Verfassungsänderungsgesetz, das Gesetz über Grund und Boden und das Gerichtsgesetz, stimmen würde. Am 11. September 2020 trat sie aus dem Kabinett zurück. Nach ihrem Rücktritt wurde sie von der Partei Faʻatuatua i le Atua Samoa ua Tasi (FAST) eingeladen, deren Vorsitzende zu werden. Sie lehnte ab, da sie die Legislaturperiode abschließen wollte. Am 13. Januar 2021 gab Mataʻafa bekannt, dass sie nach der Parlamentswahl der FAST beitreten werde. Im März 2021 wurde Mataʻafa zur Vorsitzenden der FAST gewählt.
Mataʻafa hat Samoa im Exekutivrat der UNESCO vertreten. Von 2006 bis 2012 war sie Prokanzlerin und Vorsitzende der University of the South Pacific. Derzeit ist sie Präsidentin des Samoa National Council of Women. 2018 rief sie als Ministerin für natürliche Ressourcen und Umwelt die Women in Climate Change Initiative (WiCC) ins Leben, deren Schirmherrin sie ist.

### Samoanische Parlamentswahlen 2021
Bei den samoanischen Parlamentswahlen 2021, die am 9. April 2021 stattfanden, wurde Fiame Naomi Mataʻafa ohne Gegenkandidaten für ihren Sitz in Lotofaga wiedergewählt. Vorläufige Ergebnisse der Parlamentswahlen zeigten, dass FAST 23 Sitze errungen hatte, HRPP 24 und Tautua Samoa sowie ein Unabhängiger je einen Sitz. Im Wahlkreis Vaimauga Nr. 2 wurde ein Rechenfehler entdeckt, der fälschlicherweise den Kandidaten von Tautua Samoa vor dem HRPP-Kandidaten angezeigt hatte. Dies führte dazu, dass die Ergebnisse von FAST und HRPP mit jeweils 25 Sitzen gleichauf lagen und der unabhängige Abgeordnete der ersten Amtszeit, Tuala Iosefo Ponifasio, das Gleichgewicht der Macht hielt. Die offiziellen Ergebnisse zeigten immer noch einen Gleichstand zwischen FAST und HRPP.
Nach der Wahl verhandelte FAST mit Tuala Iosefo Ponifasio darüber, ob er entweder eine Koalition mit FAST eingehen oder der Partei beitreten sollte. Ponifasio stimmte am 21. April zu, FAST beizutreten, was FAST 26 Sitze einbrachte. Einen Tag vor Ponifasios Ankündigung gab die samoanische Wahlkommission jedoch bekannt, dass die 10-Prozent-Frauenquote im Parlament nicht erreicht worden war. Es wurde ein zusätzlicher Sitz im Parlament hinzugefügt, der an die HRPP ging, was zu einem Parlament ohne klare Mehrheitsverhältnisse führte, in dem sowohl FAST als auch die HRPP mit je 26 Sitzen festgefahren waren. FAST hat die Entscheidung vor Gericht angefochten. Am 3. Mai drängte Fiame Naomi den Premierminister Tuilaepa, die Niederlage einzugestehen.
Am 4. Mai 2021 verkündete O le Ao o le Malo Vaʻaletoa Sualauvi II., dass am 21. Mai Neuwahlen stattfinden würden, um die festgefahrene Situation zu lösen. Mataʻafa und FAST lehnten Neuwahlen ab und erklärten, dass die Entscheidung dem Urteil des Obersten Gerichtshofs über den zusätzlichen Parlamentssitz, das für den 5. Mai angesetzt war, „vorgreift“. Sie sagte auch, dass der Aufruf des O le Ao o le Malo „verfassungswidrig“ sei, da noch nicht alle Möglichkeiten ausgeschöpft worden seien, den Stillstand zu überwinden. Am 5. Mai kündigte Mataʻafa an, dass FAST die Entscheidung vor Gericht anfechten werde.
Am 17. Mai entschied der Oberste Gerichtshof, dass die Schaffung eines neuen Sitzes verfassungswidrig sei, was FAST eine Mehrheit im Parlament verschaffte. Sie hoben daraufhin die Ungültigkeit der Wahlergebnisse vom 9. April auf und erklärten, dass der Aufruf zu Neuwahlen keine rechtliche Berechtigung habe, und ordneten an, dass das Parlament innerhalb von 45 Tagen nach dem ursprünglichen Urnengang zusammentreten müsse. Damit war der Weg für FAST frei, eine neue Regierung zu bilden und Mataʻafa das Amt des Premierministers zu übertragen. Am 22. Mai 2021 setzte der Staatschef Sualauvi II. die Proklamation bis auf Weiteres aus, ohne die Gründe für die Aussetzung zu nennen, aber mit dem Hinweis, dass diese zu „gegebener Zeit“ bekanntgegeben werden, was eine samoanische Verfassungskrise auslöste. Die Suspendierung des Parlaments wurde vom Obersten Gerichtshof einen Tag später aufgehoben. Nachdem die bisherige Regierungspartei HRPP am 24. Mai 2021 den Zugang zum Parlamentsgebäude versperrt hatte, wurde Mataʻafa in einem Zelt vor dem Gebäude als neue Premierministerin vereidigt. Die HRPP erklärte die Vereidigung für nicht rechtmäßig und rief erneut das Oberste Gericht an. Das Berufungsgericht entschied am 23. Juli 2021, die FAST-Partei habe die Wahl gewonnen und die improvisierte Vereidigung von Mataʻafa sei legitim gewesen.

## Auszeichnungen
2017 wurde sie mit dem Stars of Oceania Individual’s Award ausgezeichnet. Im Dezember 2018 wurde ihr von der University of the South Pacific die Ehrendoktorwürde verliehen. Als Ministerin für natürliche Ressourcen und Umwelt wurde sie 2017 von Conservation International und dem Ocean Health Index für ihre Rolle bei der Einführung von Samoas Ozeanstrategie mit dem Ocean Stewardship Award ausgezeichnet.

## Familie
Ihr Vater, Mataʻafa Mulinuʻu II., ein „Paramount Chief“ (Oberhäuptling), war der erste Premierminister von Samoa. Ihre Mutter, Laulu Fetauimalemau Mataʻafa, war eine Diplomatin, Erzieherin und Politikerin. Ihr Großvater mütterlicherseits, Le Mamea Matatumua Ata, war einer der Verfasser der samoanischen Verfassung.
Sie studierte an der Victoria University in Neuseeland, als sie von ihrer ʻAiga (Großfamilie) zurückgerufen wurde, um einen der Matai-Titel ihres Vaters, Fiame von Lotofaga, zu übernehmen.
Ihre Mutter, Laulu Fetaui, war 1975 aus dem Wahlkreis Lotofaga ins Parlament eingezogen, nachdem ihr Mann gestorben war. Nach dem Rückzug von Laulu Fetaui aus der Politik kandidierte Fiame Naomi für den Sitz und wurde gewählt.
Mataʻafa ist Mitglied der Congregational Christian Church of Samoa in Lotofaga.